# Red Harvest (album)
Red Harvest est le second album du groupe new-yorkais Bloodsimple sorti le 30 octobre 2007. 

## Titres
1. Ride with Me 4:57
2. Red Harvest 3:47
3. Dark Helmet 3:49
4. Dead Man Walking 3:58
5. Out to Get You 3:47
6. Suck It Up 3:30
7. Death from Above 4:03
8. Whiskey Bent and Hellbound (Hellmyr) 5:49
9. Killing Time 3:43
10. Truth (Thicker Than Water) 5:25
11. Numina Infuscata 2:41

## Composition du groupe
- Tim Williams - voix
- Mike Kennedy - guitare
- Nick Rowe - guitare
- Kyle Sanders - basse

## Musicien de session
- Will Hunt - batterie